# Cameron Mitchell
Cameron Mitchell là một ca sĩ - nhà sáng tác nhạc người Mỹ đến từ Colleyville, Texas. Anh ấy được biết đến rộng rãi sau khi tham gia "dự án Glee" (The Glee project) và đạt được danh hiệu Bing Fan Favorite khi kết thúc chương trình. Cameron nói rằng anh chịu ảnh hưởng bởi John Mayer và đặc biệt là từ ban nhạc The Beatles. Cameron sinh ngày 15 tháng 01 năm 1989.

## Sự nghiệp

### Buổi thử giọng
Cameron tham gia thử giọng cho "dự án Glee" (The Glee project) tại Dallas/Fort Worth, Texas. Trong buổi thử giọng anh đã hát bài hát tự mình sáng tác có tên "Love can wait". Đạo diễn casting Robert Ulrich đã bị ấn tượng bởi phần trình diễn của Cameron và nói rằng Cameron là một trong những thí sinh yêu thích của anh cho đến nay bởi vì Cameron là độc nhất và chưa từng có nhân vật nào như anh ấy xuất hiện trong Glee. Cameron đã được chọn vào nhóm 80 thí sinh để tham gia buổi thử giọng cuối cùng tai Los Angeles để chọn ra nhóm 12 thí sinh vào chung kết. Sau hàng loạt các bài học về khiêu vũ và thanh nhạc, 3 cố vấn của chương trình là Robert Ulrich, Zack Woodlee và Nikki Anders đã chọn ra 12 thí sinh cuối cùng trong đó có Cameron.

### Dự án Glee (The Glee Project)
Cameron được giới thiệu trong mùa đầu tiên của chương trình truyền hình thực tế "dự án Glee" (The Glee project) của kênh truyền hình Oxygen. Anh ấy đã được nằm trong nhóm 12 người được chọn tham gia chương trình sau cuộc thử giọng của mình tại Fort Worth, Texas vào tháng 01, năm 2011. Cameron đã nói rằng đây là lần đầu tiên anh tham dự một tuyển chọn như thế này và anh đã tham gia chương trình mà không có một chút kiến thức diễn xuất nào.
Cameron đã xin rút khỏi chương trình sau tập 07 mang tên "Sexuality", sau khi anh ấy đã phải mất một thời gian đấu tranh với đức tin của mình và anh ấy cũng nhận thấy mình thiếu khả năng diễn xuất cũng như sự nỗ lực vươn lên so với các thí sinh khác. Cũng trong tập này, Cameron đã có một cuộc nói chuyện riêng với nhà sản xuất của Glee - Ryan Murphy, Ryan đã nói Cameron có thể đi đến vòng chung kết và đã đề nghị Cameron cân nhắc đến việc ở lại thêm 1 tuần nữa, tuy nhiên Cameron đã có quyết định của riêng mình, bằng việc rút khỏi cuộc thi, Cameron đã tránh cho người bạn thân của mình là Damian McGinty khỏi việc bị loại khỏi cuộc thi. Vào cuối cuộc thi Damian cùng với 1 thí sinh khác là Samuel đã trở thành 2 người chiến thắng của chương trình. Mặc dù rời khỏi cuộc thi nhưng Cameron cho rằng đây là quyết định đúng đắn nhất của anh ấy và anh ấy không hối tiếc khi phải rời khỏi chương trình.

### Bing Fan Favorite
Trong tập cuối cùng của cuộc thi, Cameron được thông báo anh đã trở thành thí sinh được người hâm mộ yêu thích nhất và dành giải thưởng Bing Fan Favorite trị giá 10.000$ và một video ca nhạc tại oxygen.com. Khi thực hiện video này, thay vì một bản đơn ca, Cameron đã thực hiện một bản song ca với người chiến thắng cuộc thi đồng thời cũng là bạn thân của anh - Damian McGinty. Hai người đã lựa chọn hát lại bài hát "Haven't met you yet" của Michael Buble.

### Discography
Vào mùng 01 tháng 05 năm 2010, Cameron đã phát hành đĩa mở rộng đầu tiên của mình mang tên "Love Can Wait EP".
"Love Can Wait EP" gồm 5 bài hát là: Love can wait; Dance dance (if you wanna); I need your love; Pay them bills; Worry is war.
Ngoài ra Cameron cũng thường đăng tải các bản nhạc cover của mình trên kênh Youtube của mình mang tên "cameronmitchellmusic".